# Detya batuensis
Detya batuensis är en insektsart som beskrevs av Baker 1927. Detya batuensis ingår i släktet Detya och familjen Nogodinidae. Inga underarter finns listade i Catalogue of Life.